# Кушкова къща
Кушковата къща е средновековна и възрожденска къща, паметник на културата в град Мелник, България. Обявена е за паметник на културата.

## Описание
Къщата е разположена южно от възвишението Разклона (Чатала) в града. Най-старите запазени части на къщата – северната и западната страна на приземието, са от XIII век и са с каменно-тухлен градеж. В XVIII – XIX век къщата е преустроена с паянтов и каменен градеж.
Сградата е типичен представител на мелнишката къща – двуетажна, с високо приземие на две нива и жилищен етаж. Западната част на приземието е с достъп от север и е служила за обработка и съхраняване на вино. Източната част е достъпна от по-високо ниво от изток и е била за животни и стопански нужди. Двете части са свързани със стълба и малка галерия. Входът за втория етаж е в южната част на къщата. В центъра му има дълго пространство, около което има 6 стаи, кухня, килер и стопанска част с отделен вход от запад. Тук е и първият етаж на триетажната кула, чийто последен етаж е открит от всички страни чардак с покрив на дървени колони.
В 1998 година е обявена за паметник на културата с национално значение.